# Johann Cesar VI. Godeffroy
Johann Cesar VI. Godeffroy (Kiel, 7 de juliol de 1813 - Blankenese, 9 de febrer de 1885) va ser un comerciant i hanseàtic alemany. És conegut per les seves aventures comercials a l'oceà Pacífic i per haver fundat el Museu Godeffroy.

## Història familiar i l'empresa comercialJ.C. Godeffroy & Sohn
La família Godeffroy eren hugonots francesos de La Rochelle. En 1737 es van veure obligats a fugir de França per evitar la persecució religiosa després d'esdeveniments posteriors a l'Edicte de Fontainebleau en 1685. La família va demanar asil a Prússia i finalment es va instal·lar a la ciutat portuària d'Hamburg, fundant un imperi comercial anomenat J.C. Godeffroy & Sohn.
Al principi, el comerç era a l'Europa occidental i les Índies Occidentals amb productes tèxtils com a producte d'exportació; els productes que tornaven a Hamburg incloïen coure, cafè, vi, figues i sucre de Cuba. Sota la direcció de Johann Cesar VI Godeffroy es va establir a l'Havana i Valparaíso. Va construir una flota de vaixells comerciants que, en el seu apogeu, comptava amb 29 vaixells de vela d'aigües profundes i uns 100 vaixells més petits. Entre aquests vaixells es trobaven les bricbarques Johann Cesar, Peter Godeffroy, La Rochelle, Wandram, Suzanne, Iserbrook, Victoria, i, fins a la crisi econòmica de 1857, el prestigiós clíper construït als Estats Units d'Amèrica, el Sovereign of the Seas.

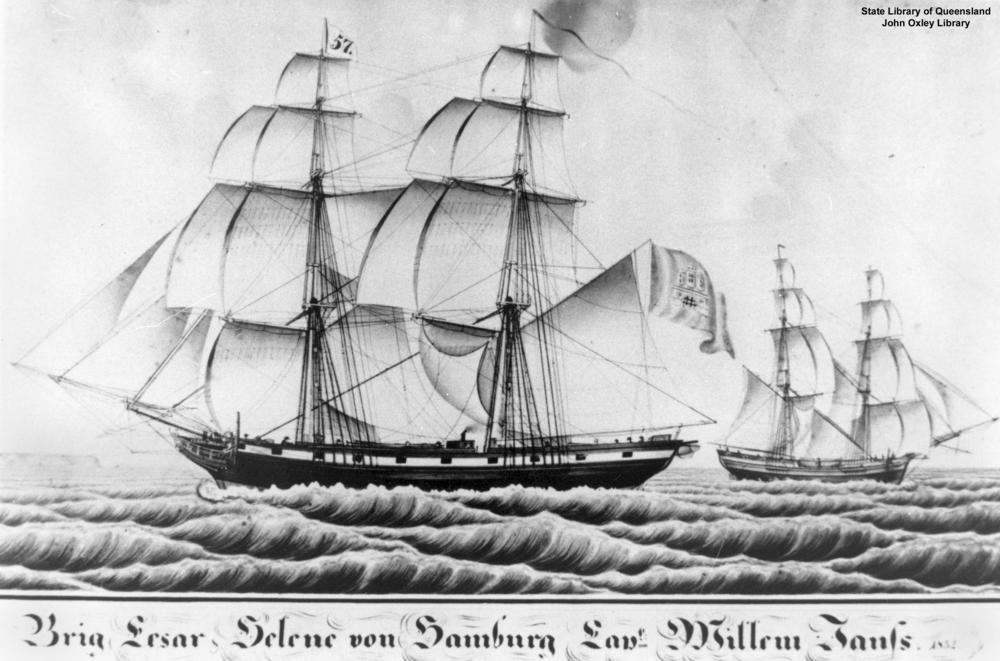
Cesar i Helene, 1856

El 1855, el comerç es va expandir cap al Pacífic després de les negociacions de l'agent de Godeffroy a Valparaíso, August Unselm, que va viatjar a les Navigator Islands, a The Friendly Islands, a Fiji, i finalment a Tahití.
El negoci comercial al Pacífic va ser molt rendible i es van establir noves sucursals i plantacions a moltes illes del Pacífic. Els productes obtinguts eren copra, oli de coco, i luxes com la perla. El 1857, es va establir a Apia un centre d'operacions que dirigia les operacions del Pacífic. Johann Godeffroy també va poder aprofitar la immigració cap a l'Àfrica Austral i, entre octubre de 1859 i setembre de 1883, va navegar cap al Sud d'Àfrica per a transportar centenars de famílies alemanyes al Cap Occidental, al Cap Oriental, a la Cafrària Britànica, i a la Colònia de Natal.
Després de la crisi financera de finals de la dècada del 1850, l'empresa va complementar els seus ingressos transportant passatgers durant la febre de l'or a Austràlia i la febre de l'or a Califòrnia. El govern imperial alemany va utilitzar l'empresa Godeffroy com a part de la seva política colonial a les illes del Pacífic. No obstant això, el 1878, la companyia va fer fallida a causa de les especulacions amb les existències mineres alemanyes i va sorgir com Deutsche Handels- und Plantagen Gesellschaft der Südseeinseln zu Hamburg o DHPG, amb continuïtat i gestió del personal de Godeffroy.

## Johan Cesar VI. Godeffroy

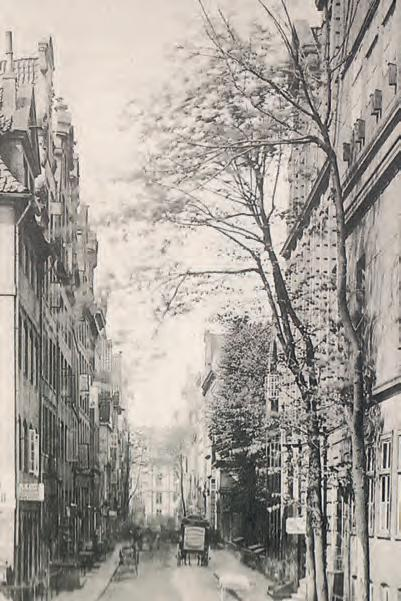
Old Wandrahm Strasse, 1880

Johan Godeffroy va assistir a l'escola municipal de Katharineum de Lübeck entre 1821 i 1830, igual que els seus germans menors i el seu germà major, Gustav Adolph. Després es va formar a Parish & Co.; el propietari, Richard Parish, estava casat amb Susanne Godeffroy, una filla de Peter Godeffroy, germà del seu avi. Va continuar la seva formació a Anglaterra. Cap a finals de 1835, es va unir a l'empresa del seu pare, Johan Ces. Godeffroy & Sohn, i l'1 de gener de 1837 es va convertir en accionista. Després de la mort del seu pare, Johan V. Cesar Godeffroy, el 3 de juliol de 1845, es va fer càrrec de la companyia. En aquest any va ser elegit a la Cambra de Comerç d'Hamburg (Handelskammer Hamburg).
A partir de 1846 va negociar associacions i fusions amb diverses empreses, principalment amb Elb-Kupferwerk (processadors de coure) i Reiherstieg Hermann V. Roos (constructors navals). El 1857 va prendre el control del recentment establert L. R. Beit, Gold- und Silber-Affinerie, actualment Aurubis AG. Es van fer altres arranjaments comercials amb Tesdorf FJ & Son, Elbhütte Affinir-und Handelsgesellschaft i Elb-Zuckersiederei (refinadors de sucre). En aquests anys també va ser cofundador del Banc del Nord d'Alemany i de la Companya d'Assegurances del Nord d'Alemanya. A causa de la falta de liquiditat, l'empresa Johan Ces. Godeffroy i Sohn va començar una sèrie de processos legals amb els seus creditors a finals de 1879; això va durar més de 30 anys, però finalment, el 1913, es va esborrar el nom de l'empresa John Ces. Godeffroy & Sohn.
El 2 de febrer de 1837, Johan Cesar VI Godeffroy es va casar amb Emily Hanbury (1815-1894); la família tenia lligams estrets amb Liorna. La parella va tenir cinc fills. Johan Cesar Godeffroy VII era el fill gran. Gustav Godeffroy va ser un senador per a la ciutat d'Hamburg al Parlament de Frankfurt i president del Consell de Supervisió de Norddeutsche Bank. Adolph Godeffroy va ser cofundador de la línia de passatgers Hamburg-Amerikanischen Packetfahrt-AG (HAPAG) el 1847, i fins a 1880 la va presidir com a director
Durant els mesos d'hivern, la família vivia en els pisos superiors d'una casa de l'Old Wandrahm (al centre d'Hamburg), i les oficines ocupaven el pis inferior. Aquesta casa va ser construïda al voltant de 1760. La resta de l'any vivien als afores de la ciutat de Dockenhuden, actualment part de Blankenese, en una casa rural construïda per l'arquitecte danès Christian Frederik Hansen el 1789. A prop, a la zona coneguda com a Iserbrook, va plantar boscos on la burgesia d'Hamburg, especialment Ernst Merck, William Henry O'Swald, Corad Hinrich Donner, Johann Heinrich Schröder i Robert Miles Sloman es divertien en un club de tennis, l'actual Hirschpark. També va establir una granja de cavalls.
Al juny de 1836, junt amb el seu germà menor Adolph, Carl Merck, Charles Parish, Dr. Edward Henry Sieveking, el Dr. Johann Gustav Heckscher i cinc altres entusiastes, van fundar el Club de Rem d'Hamburg (Der Hamburger und Germania Ruder Club). És el club de rem més antic del continent europeu i actualment encara existeix.
Entre 1859 i 1864 va ser membre del Parlament d'Hamburg.

## Südseekönig, Rei del Mar del Sud
Iniciant el comerç al Pacífic a Cotxinxina i recolzat per companyies associades, accionistes (incloent Otto von Bismarck) i banquers d'Hamburg, i sota l'estreta direcció de Johan Caesar VI Godeffroy, la companyia es va expandir ràpidament pels Mars del Sud, amb centres d'operacions a Apia i Valparaíso, i una flota de vaixells comerciants, bergantins i goletes, que transportaven mercaderies a través de les illes de la Xina cap a la costa del Pacífic i que onejaven els colors de la companyia; una bandera blanca amb un colom daurat amb una cinta horitzontal blava amb ratlles daurades, i sota la cinta es trobava la inscripció en blau JCG & S.

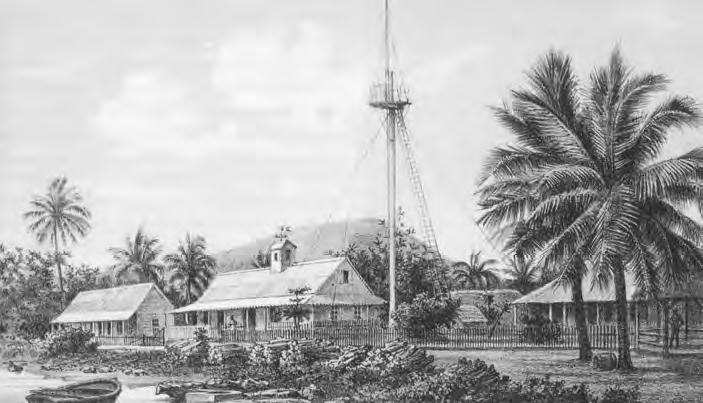
Consolat alemany a Apia

Johan Godeffroy va ser conegut amb el malnom de Südseekönig (Rei del Mar del Sud).
A Apia, la companyia va subministrar armes i municions d'una filial a Lieja. Aquestes van ser lliurades a les faccions guerreres d'Apia a canvi de 10.100 hectàrees del sòl al·luvial que es van transformar ràpidament en plantacions de, principalment, oli de copra i cotó Pima, que van ser treballades per més de 1.000 treballadors importats de Melanesia. Es va iniciar una altra plantació de 1.210 hectàrees a Yap, i el 1873 es van establir bases comercials a l'arxipèlag de Bismarck.
El 1865, en el Grup Ellice (actualment Tuvalu), l'empresa va obtenir un contracte de 25 anys a l'illot oriental de Niuoku de l'atol de Nukulaelae. Durant molts anys, els illencs i la companyia van discutir sobre el contracte d'arrendament, incloent els termes i la importació de treballadors, però la companyia va romandre fins que el contracte va caducar el 1890.
A Apia, l'empresa tenia una drassana i reparaven vaixells. Els vaixells mai estaven assegurats, i els seus capitans cobraven una comissió del 3% sobre el benefici net de cada viatge. Els vaixells sempre deixaven Apia amb les ordres segellades per ocultar les seves intencions als seus competidors. El més innovador va ser la introducció de monedes sud-americanes d'escàs valor com l'únic mitjà de canvi per controlar els diners.

## L'establiment del museu Godeffroy

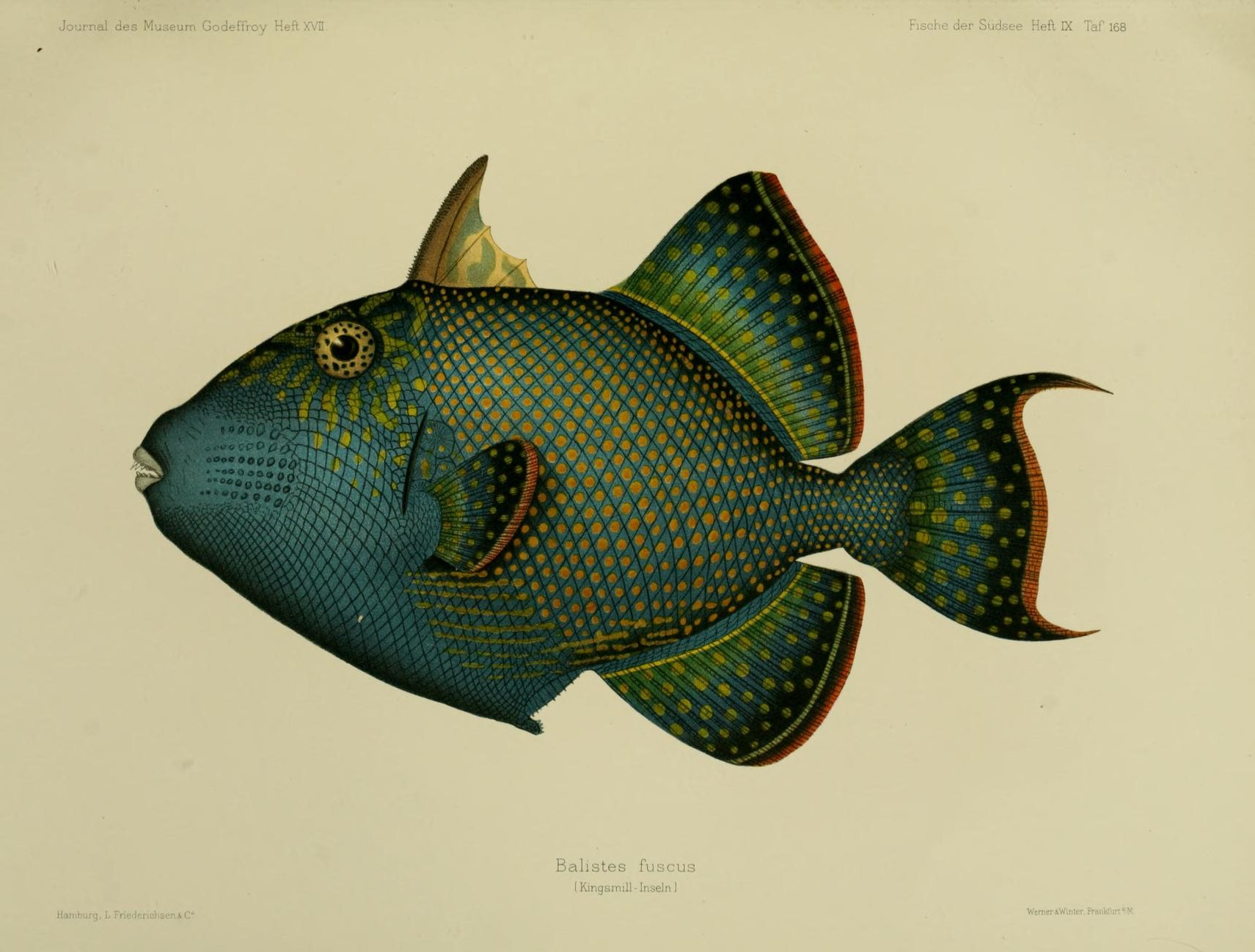
Peix del Mar del Sud. Diari del Museu Godeffroy

Començant com una col·lecció personal d'ocells, petxines, peixos i altres animals, així com objectes culturals de totes les localitats visitades pels vaixells de Godeffroy, el gabinet d'història natural de Godeffroy va créixer fins a ocupar desordenadament un magatzem. El 1860, Godeffroy va decidir que havia arribat el moment de trobar un lloc adequat per allotjar, llistar, organitzar i finalment mostrar-ho al públic, i va escriure al doctor suís Eduard Heinrich Graeffe (1833-1919) per sol·licitar els seus serveis per la fundació d'un museu. El zoòleg suís de 28 anys va acceptar i va agafar un tren cap a Hamburg el 1861.
Després de poc temps es va fundar el Museu Godeffroy, i Graeffe va ser enviat al Pacífic l'octubre de 1861 per supervisar l'adquisició de més material. Es va instal·lar a Apia i va dirigir allí les operacions de Godeffroy durant la següent dècada, mentre també recollia material a Tahití, Fiji, Tonga, Austràlia, Samoa i altres illes del Pacífic Sud. L'empresa va contractar a altres científics que van treballar en diferents àrees de l'oceà Pacífic i van ajudar a augmentar el material del museu, amb la seva famosa col·lecció d'aus, mamífers, peixos, petxines, papallones, escarabats i altres insectes, plantes i objectes etnogràfics.
El museu també funciona com concessionari d'història natural. A l'establiment del museu es va fer membre honorari de la Societat de l'Antropologia, Etnologia i Prehistòria de Berlín (Berliner Gesellschaft für Anthropologie, Ethnologie und Urgeschichte).